# Rudolfinische Handfeste
Die Rudolfinische Handfeste, meist kurz Rudolfinum genannt, war eine Handfeste, also eine Urkunde, mit der Herzog Rudolf I. am 19. Juni 1294 der Stadt München alle Rechte, die ihr seine Vorgänger gewährt hatten, bestätigte.
Die Urkunde enthält 22 Artikel, die die wichtigsten Rechtsnormen der Stadt überliefern, und stellt somit eine Art Grundgesetz der Stadt München dar. Der Stadt wird in dieser Urkunde auch die Niedere Gerichtsbarkeit überlassen. Erstmals werden die Einwohner Münchens urkundlich als „Burgaer“ bezeichnet.
Mit der Erwähnung, dass einige dieser Normen auch für ein Gebiet außerhalb der Stadt gelten sollen, gibt diese Urkunde auch den ersten Hinweis auf die Existenz des Münchner Burgfriedens.
Das Rudolfinum erfuhr als Musterstadtrecht eine intensive Weiterverleihung an andere Städte und Märkte. Noch 1294 wurden die Normen des Rudolfinums auch auf die Stadt Wasserburg am Inn übertragen, 1314 auf Ingolstadt.